# 爆走!サイドカーレーサー
『爆走!サイドカーレーサー』（ばくそう!サイドカーレーサー、Sidecar Racers）は、1975年に公開されたオーストラリア映画。オーストラリアのオートバイライダーとアメリカのサーファーがチームを組んでオートバイレースに参加する様子を描いた映画。

## キャスト
| 役名                 | 俳優                           | 日本語吹替                        |
| 役名                 | 俳優                           | 日本テレビ版                      |
| -------------------- | ------------------------------ | --------------------------------- |
| ジェフ               | ベン・マーフィ                 | 富川澈夫                          |
| リン                 | ウェンディ・ヒューズ           | 麻志那純子                        |
| デイブ               | ジョン・クレイトン             | 青野武                            |
| カーソン             | ピーター・グレイブス           | 北原義郎                          |
| オッカー             | ジョン・メイロン               | 宮内幸平                          |
| ピート               | ジョン・デラム                 | 東富士郎                          |
| リック               | ピーター・グウィン             | 大久保正信                        |
| ボブ                 | ポール・バートラム             | 田中秀幸                          |
| テックス             | パトリック・ウォード           | 小島敏彦                          |
| マーリン             | アナ＝マリア・ウィンチェスター | 宮崎恵子                          |
| ヴァージニア         | ヴィッキー・レイモンド         | 馬場はるみ                        |
| 不明 その他          | N/A                            | 納谷六朗 平林尚三 石森達幸 藤本譲 |
| 日本語版制作スタッフ |                                |                                   |
| 演出                 | 演出                           | 近森啓祐                          |
| 翻訳                 | 翻訳                           | 川本燁子                          |
| 効果                 |                                |                                   |
| 調整                 |                                |                                   |
| 制作                 | 制作                           | グロービジョン                    |
| 解説                 | 解説                           | 水野晴郎                          |
| 初回放送             | 初回放送                       | 1981年9月2日 『水曜ロードショー』 |